# North Canberra
North Canberra, detto anche il Inner North (il nord centrale), è un distretto di Canberra, la capitale dell'Australia, situato presso il lago Burley Griffin.
È uno dei distretti più vecchi di Canberra, completamente progettato di Walter Burley Griffin. North Canberra viene separato di South Canberra solamente del lago Burley Griffin. Insieme questi due distretti costituiscono Canberra centrale (Canberra Central).

## Edifici e luoghi degni di nota
- Civic è il centro amministrativo di Canberra.
- Russell dove si trova la sede di l'Australian Defence Force.
- Università Nazionale Australiana si trova a Acton, e l'Australian Defence Force Academy e il Royal Military College, Duntroon si trova a Campbell.
- Australian War Memorial è situato a Campbell.

## Quartieri di North Canberra
- Action
- Ainslie
- Braddon
- Campbell, Australian Capital Territory
- Civic

- Dickson
- Downer
- Hackett
- Lyneham
- O'Connor

- Reid
- Russell
- Turner
- Watson